# الملكيانية في كندا

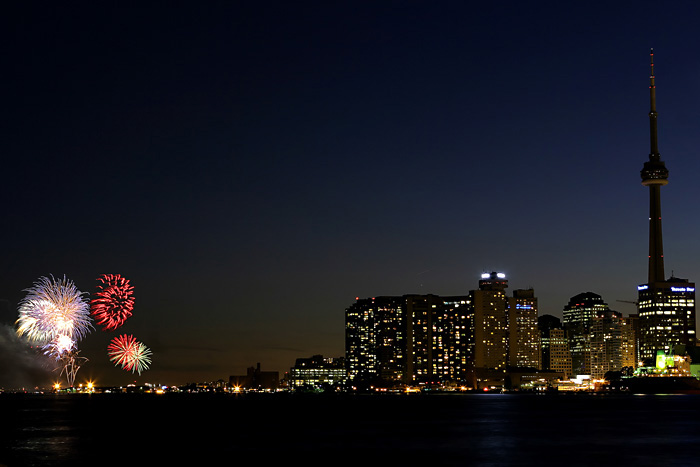
ألعاب نارية في تورونتو في 2008 احتفالا بيوم فكتوريا وهو يوم ميلاد الملكة فكتوريا كما أنه يوم الميلاد الرسمي للملكية الحاكمة في كندا.

الملكيانية الكندية هي حركة أُنشئت بهدف زيادة الوعي بالملكية الدستورية الكندية في أوساط الشعب الكندي، والدعوة إلى الإبقاء عليها، والتصدي للإصلاح الجمهوري والمعادي للملكية باعتباره رجعيًا ومثاليًا بعض الشيء وغير عملي في نهاية المطاف. عمومًا، تتعارض النزعة الملكيانية الكندية مع النزعة الجمهورية المعادية للملكية، ولكنها لا تتعارض بالضرورة مع الشكل التقليدي للجمهورية نفسها، إذ يؤيد معظم الملكيين في كندا التنوع الدستوري للملكية، والذي يُعرف أحيانًا باسم الجمهورية الملكية. بإمكان الأشخاص التعبير عن هذه المعتقدات إما بشكل فردي –في الأوساط الأكاديمية عمومًا– أو من خلال ما يُعرف بالمجتمعات الموالية، والتي تشمل التحالفات الملكيانية وفيالقها وجماعاتها التاريخية ومنظماتها العرقية، وهيئات الشرطة والكشافة أحيانًا. على الرغم من احتمال وجود بعض التداخل، يجب التنويه إلى وجود فرق بين مفهوم الملكيانية والملكية، والتي تعني تأييد ملك معين أو أسرة بعينها؛ وقد يقدر الملكيانيون الكنديون الملكيانية دون أن يفكروا بالحاكم كثيرًا. اقتُرح بين الحين والآخر تنصيب ملك كندي فريد، وينبغي أن يكون شخصًا تابعًا لأحد سلالات الملك الحالي ومقيمًا في كندا، أو شخصًا يعود نسبه إلى عائلة ملكية من الأمم الأولى.
في كندا، يسخر الخصوم من الملكيانية في بعض الأحيان، ويُعزى ذلك إلى عوامل مختلفة: يؤيد الملكيانيون الطابع العملي المتصور للسلطة الشعبية التي توضع في نهاية المطاف بين أيدي فرد غر سياسي ولا ينتمي لأي حزب، ويرون في الملكيانية الكندية صلة عصرية من خلال طبيعة الحكم المشتركة في عالم الكومنولث، والتي ترتبط ببلدان متشابهة عرقيًا وتاريخيًا في جميع أنحاء العالم. يحتفل الملكيانيون بالملكيانية باعتبارها عنصرًا هامًا من العناصر التي تشكل الهوية الوطنية لكندا، وهي منحدرة من جذور عميقة لمنظمة يعود تاريخها إلى 500 عام مضى في تقاليد البلد، فضلًا عن دورها المحوري الذي تؤديه في سبيل الحفاظ على استقلال كندا عن الولايات المتحدة. على الرغم من أن أغلب الأفراد ممن استُطلعت آراؤهم يتفقون على أن الملكيانية لها دور باعتبارها وسيلة تعريف عن الهوية الكندية، كما هو الحال مع نظيرتها السياسية، الجمهورية، إلا أن الحكم الملكي القوي ليس عنصرًا سائدًا في المجتمع الكندي المعاصر، ووفقًا للدراسات الاستقصائية، فإن أغلب المواطنين الكنديين عمومًا لا يعلمون بوجود ملك رئيسًا للدولة. علق أندرو كوين على الحكم الملكي قائلًا: «في أغلب الدول، يكون ولاء المواطنين لرئيس الدولة –أي النظام الدستوري القائم– وهو واجبهم الأول. أما هنا في كندا، فإن ذلك يُعتبر نوعًا من التمرد، ويوصف بأنه هوس جماعة متشددة هامشية يُشار إليها بانزعاج باسم الملكيانيين.»

## الهوية الوطنية

### السيادة القانونية والثقافية

#### الحقبة الاستعمارية
سادت النزعة الملكيانية بين سكان المنطقة منذ الحقبة الاستعمارية التي مرت كندا بها وحتى نهاية الحرب العالمية الثانية. حتى بعد نقل فرنسا الجديدة إلى بريطانيا في عام 1763، كانت مجموعة من السكان الناطقين بالفرنسية موالين للحكم الملكي البريطاني ومؤسساته، بينما عززت الكنيسة الكاثوليكية في كيبيك تأييد الملكيانية بالعديد من الطرق، فحثت أبرشياتها على تقدير النظام الملكي المُطلق الذي كان موجودًا في فرنسا. لم يكُن بالإمكان استمالة الأغلبية بالجمهورية التي سادت جنوب الحدود ولا بالثورة التي اندلعت في فرنسا وما نجم عنه من عمليات قتل في عام 1789.
في الوقت ذاته، واجه الأشخاص الذين حافظوا على ولائهم للحكم الملكي البريطاني وإمبراطوريتها خلال الحرب الثورية الأمريكية تداعيات في ذلك الوقت وحتى بعد انتهاء النزاع. التمس هؤلاء الأشخاص اللجوء في كندا واستوطنوا فيما يُعرف حاليًا بمقاطعة أونتاريو والمقاطعات البحرية الكندية، وأصبحوا يُعرفون باسم الموالين للإمبراطورية المتحدة، فجلبوا دعمهم للتاج الملكي وكانوا أساس فكرة مفادها أن النظام الملكي يقف في صالح «المعتقدات والمؤسسات... ويُعتبر ركيزة أساسية في الحفاظ على أحد أشكال الحياة الذي يختلف عن السلوك والسياسة والترتيبات الاجتماعية للولايات المتحدة بل ويتفوق عليها.» غالبًا ما اعتُبر أن الجمهوريين ينحدرون من أصل أمريكي، وأنه جرى تعليمهم الإعجاب بالحكومة الجمهورية باعتبارها الأفضل في العالم والسخرية من النزعة الملكيانية، «فللأسف، هناك عدد قليل من الأفراد الذين يقودهم من تجعلهم عداوتهم للدستور البريطاني يصلون إلى حد التضحية بأي شيء من أجل إفشاله، وذلك ليتمكنوا من بناء جمهورية على أنقاضه.»
غالبًا ما احتفظ الكنديون بولائهم للملكية الدستورية في بريطانيا، وهو شعور لم يزدد إلا بعد الغزو الأمريكي لكندا في عام 1812. علاوة على ذلك، لم ينجح التمرد الجمهوري عام 1837 في دفع غالبية المستوطنين للتوقف قليلًا عن محاربة النظام الملكي –شملت الأغلبية أقلية كبيرة من أتباع الجهورية المحافظين الذين انتقدوا الملكية الدستورية البرلمانية في ويستمنستر في كندا باعتبارها ديمقراطية واستبدادية أكثر مما ينبغي مقارنة بنموذجهم الأمريكي المفضل من الضوابط والتوازنات. كان لجماعة الأورانج دور في الحفاظ على هذا الولاء، بعد أن أعربت عن مخاوفها إزاء أن يؤدي إنشاء النظام في كندا العليا إلى نشوب صراع بين البروتستانت والكاثوليك الرومان، وفي عام 1830، تحول الزعيم الأول لمحفل جماعة الأورانج، الأمريكي البريطاني أوغلي روبرت غوان، من اعتماد التقليل من الحصرية الدينية للمنظمة وإقامة النظام لتعزيز تقدير الملك والدستور جزئيًا عوضًا عن ذلك.